# Glenea kraatzii
Glenea kraatzii es una especie de escarabajo del género Glenea, familia Cerambycidae. Fue descrita científicamente por Thomson en 1865.
Habita en Filipinas. Esta especie mide 12-15 mm.